# 경주 황씨
경주 황씨(慶州 黃氏)는 경상북도 경주시를 본관으로 하는 한국의 성씨이다. 시조 황사청(黃士淸)은 조선의 학자(學者)로 평해(平海)에서 살다가 임진왜란 때 양주(楊州)로 피난 가 정착했다.

## 참고 자료
- “경주황씨(慶州黃氏)”. 뿌리를 찾아서.[깨진 링크(과거 내용 찾기)]